# Enrique Reig y Casanova
Pour les articles homonymes, voir Reig et Casanova (homonymie).
Enrique Reig y Casanova, né le 20 janvier 1858 à Valence  en Espagne, et mort le 25 août 1927 à Tolède, est  cardinal espagnol de l'Église catholique romaine.

## Biographie
Reig  est chancelier et vicaire général du diocèse de Majorque (jusqu'à 1900), professeur de sociologie au séminaire de Tolède et archidiacre à la cathédrale de Tolède (1903).
Il est le fondateur de  "La revista parroquial" et est directeur "La paz social". Reig est aussi recteur de l'"Academia Universitaria Católica" et professeur  à '"Escuela Superior de Magisterio".
Reig est élu évêque  de Barcelone en 1914 et promu archevêque de Valence en 1920 et  archevêque de Tolède  et primat d'Espagne en 1922. Le pape Pie XI le créé cardinal lors du consistoire du 11 décembre 1922.